# Domninos (Vertrauter Valentinians II.)
Domninos (auch in der lateinischen Variante Domninus) war ein Vertrauter des römischen Kaisers Valentinian II. Ende des 4. Jahrhunderts.
Domninos wird im Geschichtswerk des Historikers Zosimos erwähnt, das für diese Zeit die wichtigste Quelle darstellt. Zosimos berichtet, dass Domninos aus Syrien stammte und im Jahr 387 eine hervorragende Vertrauensstellung am Hof des jugendlichen Valentinian genoss, der damals in Aquileia residierte. Deshalb wurde er für den wichtigen Auftrag ausgewählt, für Verhandlungen an den Hof des Usurpators Magnus Maximus zu reisen. Maximus war 383 in Britannien unrechtmäßig zum Kaiser ausgerufen worden und hatte seitdem seine Machtposition ausgebaut, sodass er auch die gallischen, germanischen und hispanischen Provinzen beherrschte und eine echte Gefahr für den Herrschaftsanspruch des nominell rechtmäßigen Westkaisers Valentinian darstellte.
Valentinian schickte nun Domninos, um mit Maximus über einen dauerhaften Frieden zu verhandeln. Maximus nahm Domninos so freundlich auf, dass dieser sich über die eigentlichen Absichten des Maximus, der einen Feldzug über die Alpen nach Italien längst geplant hatte, täuschen ließ. Er ließ sich sogar überzeugen, Maximus Truppen zu überlassen, die dieser angeblich gegen die Pannonien bedrängenden Germanen brauchte. Domninos kehrte anschließend über die Alpen nach Italien zurück, wobei er dem kurze Zeit später folgenden Heer des Maximus unbewusst den Weg bahnte. Im darauffolgenden Feldzug war Maximus erfolgreich; Valentinian musste zu Kaiser Theodosius I. in den Osten des Reiches fliehen.
Was mit Domninos passierte, ist ungewiss, da er nicht mehr erwähnt wird. Da er aber offenbar eine wichtige Stellung am Hof Valentinians innehatte, wurde verschiedentlich erwogen, ihn mit anderen bekannten Personen dieser Zeit zu identifizieren. So könnte er mit einem Domninos identisch sein, der bereits 364/365 Verwalter der Provinz Phoenice in Syrien war. Er könnte auch der Sohn des Rechtsgelehrten Domninos gewesen sein, wie Otto Seeck vermutet. Schließlich hat Alexander Demandt in seiner grundlegenden Arbeit zu den magistri militum (Heermeistern) der Spätantike die Überlegung angestellt, dass es sich bei einem von Sulpicius Alexander genannten General namens Syrus um Domninos gehandelt haben könnte. Dieser Syrus wird gemeinsam mit Charietto für die Zeit nach der Beseitigung des Maximus durch Theodosius etwa im Jahr 389 als General genannt, der gegen die Franken kämpfte. Laut Demandt deute die von Zosimos berichtete Machtstellung des Domninos am Hof auch auf eine militärische Stellung hin. „Syrus“ tauche in der späten Kaiserzeit nicht mehr als Name auf und sei wahrscheinlich als Herkunftsbezeichnung zu lesen, sodass es sich bei Sulpicius Alexanders „Syrus“ um Domninos handeln könnte, der demzufolge als magister peditum (Heermeister des Fußvolks) anzusehen sei. Bei der aktuellen Quellenlage müssen aber alle diese Überlegungen als spekulativ angesehen werden.